# Joe Lean and The Jing Jang Jong
Joe Lean and The Jing Jang Jong foi uma banda de indie rock formada em 2007 na cidade de Londres, Inglaterra, apesar do curto período que durou a comentario dos críticos e pela revista NME consideraron a la banda como uma "Nova Promesa" da música independente no Reino Unido. o vocalista Joe Van Moyland era um membro do grupo pop indie: The Pipettes. o grupo só tirou um álbum de estúdio tutulado com o mesmo nome da banda. atividades em grupo terminou em 2009, devido à impopularidade do grupo ea maioria dos seus membros mudou para os grupos One Night Only e Toy. seus sungles mais conhecidos som: "Where Do You Go", "Lucio Starts Fires" e "Lonely Buoy".

## Integrantes

### Ex-integrantes
- Joe Van Moyland "Joe Lean" - vocal
- Thomas Dougall - guitarra
- Dominic O'Dare - guitarra
- Maxim Barron - baixo, vocal de apoio
- James Craig - bateria

## Discografia

### Álbums de Estúdio
- 2008: "Joe Lean and The Jing Jang Jong"

### Compilações
- 2008: London Calling 2008 #1 • De Officiële Soundtrack
- 2008: The Sunday Playlist: The Ultimate Indie Collection

### Singles
- "Where Do You Go"
- "Lucio Starts Fires"
- "Lonely Buoy"